# Ioannis Passalidis
Ioannis «Yanis» Passalidis (en griego: Ιωάννης Πασαλίδης, AFI: [joˈanis pasaˈliðis]; 1886-1968) fue un miembro destacado de la izquierda griega y fundador del partido Izquierda Democrática Unida.
Nació en Kutaisi. Estudió medicina en las universidades de Moscú y Odesa. Se graduó en 1910 y se instaló en la ciudad de Sujumi en el Cáucaso. En 1913 viajó a Alemania para realizar estudios de posgrado. Luego se especializó como cirujano en Odesa, asumiendo el cargo de director del hospital de Sujumi. Después de la declaración de independencia de Georgia, fue elegido diputado del Partido Laborista Socialdemócrata de Georgia de Noe Zhordania en las elecciones generales de febrero de 1919.
En 1922, Passalidis se instaló en Salónica y trabajó como médico. En las elecciones generales de 1923 fue elegido por primera vez al parlamento griego como diputado republicano. En 1941 su partido formó una alianza con el Frente de Liberación Nacional y, en 1945, fue elegido en la comisión central del mismo partido. En julio de 1951 fue él quien indujo la formación de la Izquierda Democrática Unida, que dirigió hasta 1967, cuando el Régimen de los Coroneles perseguía a sus miembros.
Passalidis participó en todas las elecciones legislativas griegas de 1952 a 1964 como líder de Izquierda Democrática Unida, estando entre los protagonistas de casi todos los debates durante este período en el parlamento.
Fue procesado y puesto bajo arresto domiciliario por la junta de 1967. Esto empeoró su salud y murió en 1968 en Salónica. Todavía se le recuerda con cariño entre los izquierdistas griegos, que todavía se refieren a él como «Barbayiannis» (tío Juan).